# الباحثون السوريون
الباحثون السوريون مبادرة أطلقها مجموعة من الشابات والشباب السوريين و‌العرب، في 7 فبراير 2012، وبدأت المبادرة من خلال صفحة على موقع التواصل الاجتماعي فيس بوك بعدها تم إنشاء موقع إلكتروني للمبادرة. عدد أعضاء فريق المبادرة 400 متطوعاً وينقسمون إلى 20 مجموعة إدارية وتخصصية، يعملون على ترجمة و‌نشر الأبحاث والمقالات العلمية باللغة العربية. تعرضت المبادرة لانتقادات عديدة منها ترويجها لأيديولوجية معينة وربطها بالمؤامرات.